# Lom (Gari-Gombo)
Pour les articles homonymes, voir Lom.
Lom est un village du Cameroun situé dans le département du Boumba-et-Ngoko et la région de l'Est, sur la route qui relie Yokadouma à Ngoko, Yola et Batouri, à proximité de la frontière avec la République centrafricaine. Il fait partie de la commune de Gari-Gombo.

## Population
En 1964, le village compte 228 habitants (Yanghéré). Lors du recensement de 2005, on y dénombre 354 personnes.